# Aframomum flavum
Espèce
Aframomum flavum est une espèce de plantes de la famille des Zingiberaceae. Elle se présente en forme d'arbuste, de taille de 4m, à feuilles persistantes qu'on peut retrouver dans les forêts tropicales primaires et secondaires. Ses vertus médicinales sont en étude. Par ailleurs, certaines démarches se sont appuyées sur l'utilisation de cette plante dans la médecine traditionnelle grâce à ses propriétés antibactériennes, antivirales, antifongiques, etc. On a récolté un de ses spécimens à 20 km au Nord de Bayanga.

## Utilité
Aframomum flavum est une plante comestible. Elle peut être utilisée dans des préparations alimentaires diététiques traditionnelles comme le mbongo tsobi, une recette très connue au Cameroun dans laquelle on incorpore ses feuilles. Dans la médecine traditionnelle, on utilise également les fruits d'Afromomum flavum moulus pour traiter les plaies en forme de pansement.